# Cayo Madrisquí
Cayo Madrisquí (también conocido como Cayo Madriskí o Madrizqui) es una isla de las Antillas Menores que pertenece al Archipiélago de Los Roques, que administrativamente forma parte de las Dependencias Federales de Venezuela en el Mar Caribe y está bajo la autoridad del Territorio Insular Miranda. Es parte de la Zona turística o recreativa del parque, está unido a Cayo Pirata a través de una estrecha barrera de arena. Posee una superficie terrestre de unas 19 hectáreas (0,1885 km²).
Su nombre es una derivación de las palabras Madriz Key, en referencia a la familia Madriz, anteriores propietarios del cayo.

## Historia
La isla formó parte del Territorio Colon y de las dependencias Federales ya en 1938. Hasta 2011 estuvo incluida en la Autoridad Única de Área de Los Roques, poco después paso a estar bajo la jurisdicción del territorio insular Francisco de Miranda.
Ya en 1989 poseía varias casas turísticas y una planta Eléctrica.

## Geografía

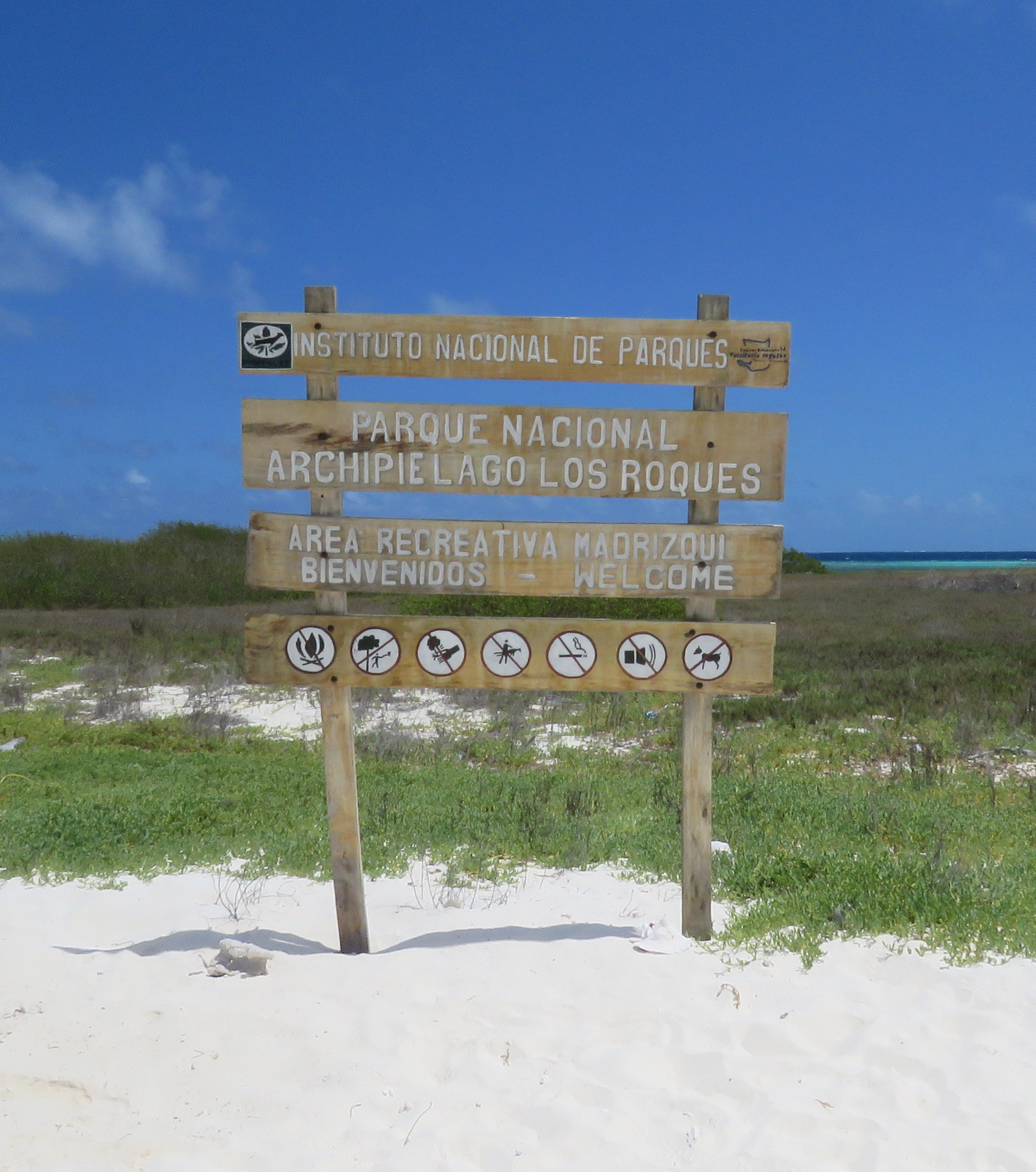
Señal del Instituto Nacional de Parques en la isla

Se encuentra al sureste de la Isla Gran Roque, al noreste de Cayo Pirata, al norte de la isla Esparquí y de la ensenada o Bajo de los Corales y al oeste de la llamada "Gran Barrera Arrecifal del Este". Sus playas de arena blanca y los azules y tranquilidad de sus aguas hacen del lugar uno de los más populares de Los Roques.

## Turismo
Es uno de los cayos más visitados por los turistas, debido a su cercanía a la isla Gran Roque, posee algunas posadas para atender a los visitantes, playas hermosas y una actividad muy practicada que es el buceo. También es muy visitado por los aficionados a la pesca con mosca.
A pie se puede llegar a Cayo Pirata famoso por la pesca de la langosta